# Daaibooi
Daaibooi is een strand en baai in Bandabou, Curaçao, gelegen bij de plaats Sint Willibrordus. De baai wordt omgeven door kliffen. De onechte karetschildpad nestelt in deze baai. De baai kent een koraalrif en is vrij ondiep.
Op Daaibooi is ook een koraalboom uitgezet. Hiermee wordt de aangroei van koraal gemonitord. Op het eiland zijn verschillende plekken waar geëxperimenteerd wordt met koraalbomen in een poging de conditie van het koraalrif te verbeteren.

## Geschiedenis
In de negentiende en twintigste eeuw werd de baai gebruikt als haven voor het vervoer van zout uit de zoutpannen van de Jan Kok Baai, vernoemd naar de plantage aldaar in de buurt. Het zout werd gewonnen door de slaven van die plantage en die van Rif Sint Marie en Porto Mari. Vanuit Daaibooi ging het met kleine boten naar de haven van Willemstad. Daar werd het overgezet naar grotere schepen zodat het zout verscheept kon worden naar Europa. Resten van de opslagplaatsen van het zout zijn nog te ontwaren bij het strand.
In de baai zijn verder zowel resten van de Nederlandse verdedigingswerken tegen onder de Engelsen te vinden, als die van tijdens de Tweede Wereldoorlog, toen de Amerikanen de verdedigingswerken verstevigden. Op een kleine uitstekende rots in het water is een oud kanon rechtopstaand ingemetseld.
De vermiste Nederlandse journalist Joop Pollmann was hier in 1978 voor het laatst gezien. Er wordt vanuit gegaan dat hij hier is verdronken.

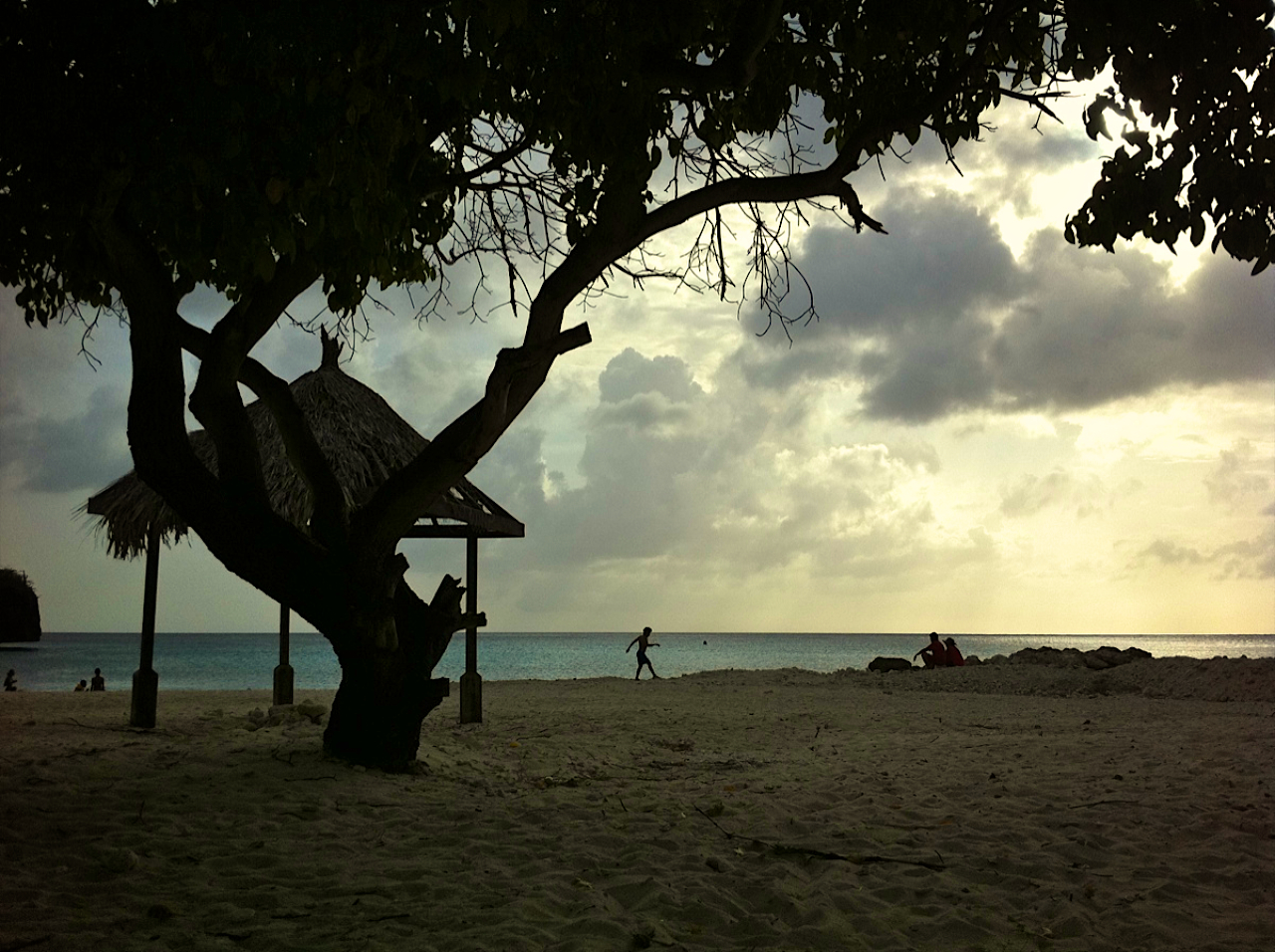
Daaibooi, april 2011
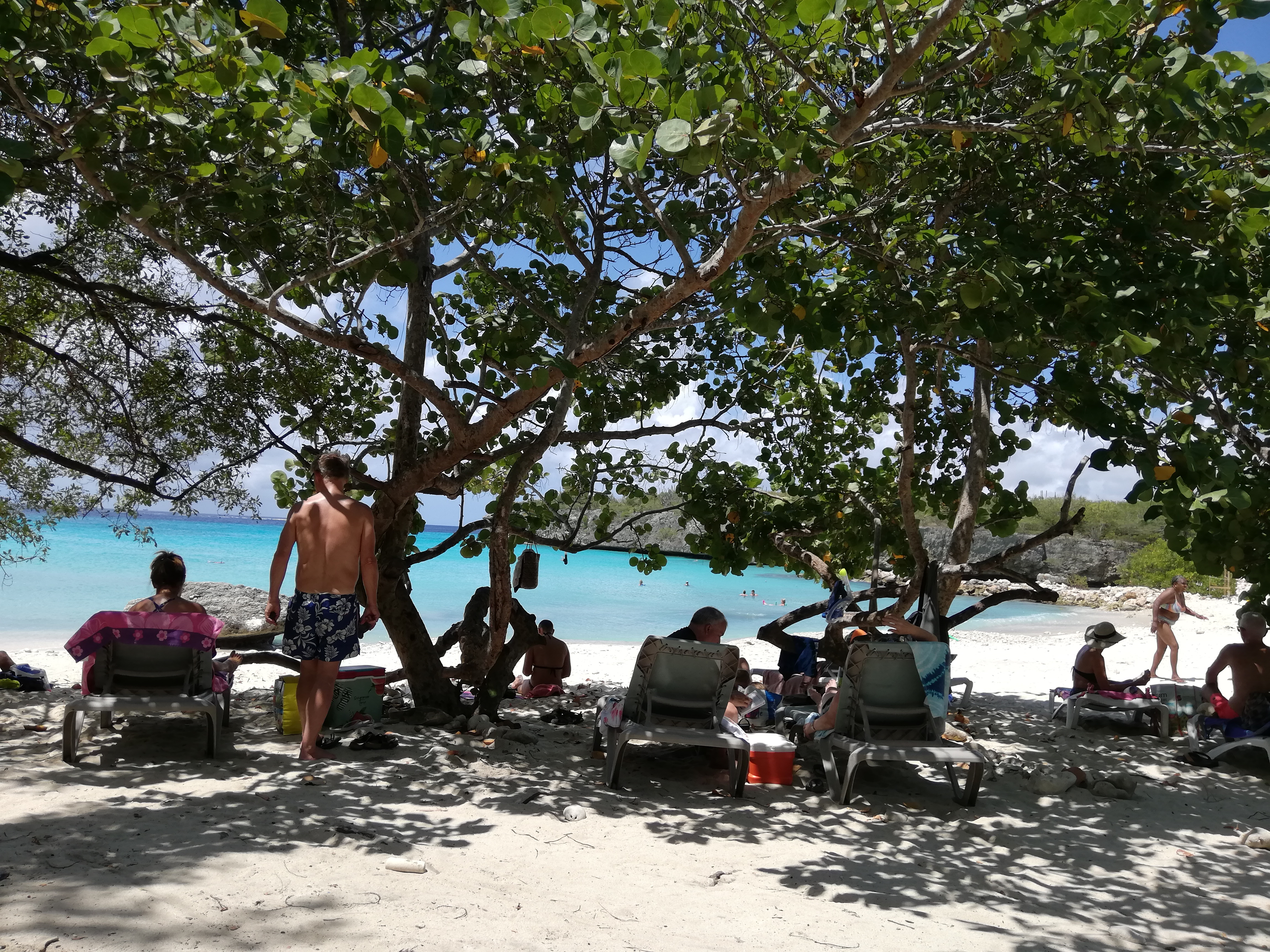
Daaibooi, maart 2024
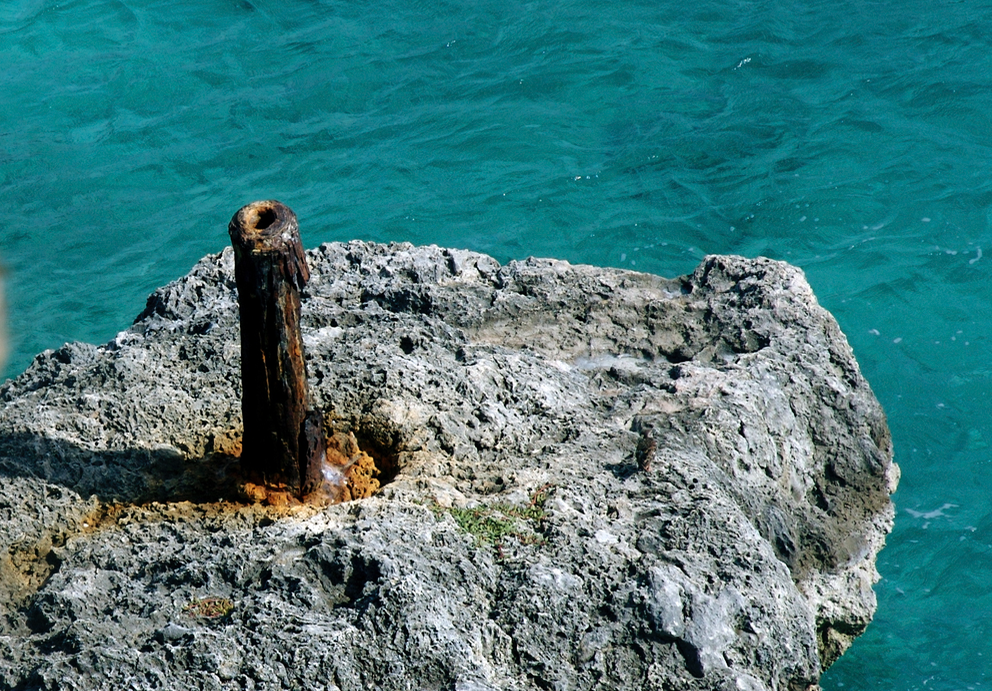
Ingemetseld kanon in de Daaibooibaai

Baya Beach · Blauwbaai · Daaibooi · Grote Knip · Jan Thielbaai* · Kleine Knip · Kokomo Beach · Playa Cas Abao* · Playa Fòrti · Playa Gipy · Playa Jeremi · Playa Kalki · Playa Kanoa · Playa Lagun · Playa Porto Marie · Playa Santa Cruz · Santa Barbara Beach* · Seaquarium Beach*

* privéstranden